# Akila Salih Isa
Akila Salih Isa (arab. عقيلة صالح عيسى, ʿAqīlah Ṣāliḥ ʿĪsā; ur. 11 stycznia 1944 w Al-Kubbie) – libijski prawnik i polityk, deputowany do Izby Reprezentantów z Al-Kubby, od 5 sierpnia 2014 przewodniczący Izby Reprezentantów, od 5 sierpnia 2014 do 12 marca 2016 z racji pełnienia funkcji szefa parlamentu sprawował urząd głowy państwa.

## Przewodniczący parlamentu
W następstwie wyborów parlamentarnych przeprowadzonych 25 czerwca 2014 roku został sformowany nowy libijski parlament – Izba Reprezentantów który zastąpił utworzony dwa lata wcześniej Powszechny Kongres Narodowy. Na pierwszym posiedzeniu Isa został wybrany na przewodniczącego izby. Głównym zadaniem postawionym przed nowymi władzami była walka z islamistycznymi bojówkami na zachodzie kraju oraz dążenie do uzyskania kontroli nad całą powierzchnią Libii przez władze w Tobruku.
20 lutego 2015 Państwo Islamskie dokonało zamachu bombowego na dom Akily Saliha Isy w jego rodzinnej miejscowości Al-Kubba. W tym dniu łącznie w atakach zginęło 40 osób.